# 交口镇
交口镇，是中华人民共和国陕西省延安市延长县下辖的一个乡镇级行政单位。
2011年，刘家河乡被撤销，辖境并入交口镇。

## 行政区划
交口镇下辖以下地区：
交口社区、交口村、马家河村、南河村、普河村、驮甫村、堡子村、马家村、发其村、东村、普儿村、岭上村、乃木河村、贾家塬村、刘管村塬村、洋仙坪村、房家塬村、白家窑科村、白家山村、谭石塬村、埝义沟村、贺家川村、北董家河村、郝家沟村、李家坪村、枣坪村、张家沟村、刘家河村、西苏家河村、董家角村、滑里河村、封家河村、高家河村、下吕家塬村、上吕家塬村、高掌坪村、前段家河村、刘党家沟村、后段家河村、林合山村、高万家河村和郭家塬村。